# أنطونيو جورجيو
أنطونيو جورجيو (بالإسبانية: Pascual José Antonio Giorgio)‏ هو مجدف أرجنتيني، ولد في 29 أكتوبر 1897، وتوفي في 27 يوليو 1988.

## وصلات خارجية
- أنطونيو جورجيو على موقع الاتحاد الدولي للتجديف (الإنجليزية)
- أنطونيو جورجيو على موقع أوليمبيديا (الإنجليزية)